# 鱼鳞海菊蛤
鱼鳞海菊蛤（学名：Spondylus squamosus），是莺蛤目海菊蛤科海菊蛤属的一种。主要分布于印度尼西亚、台湾，常栖息在浅海。